# Alonso de Vera y Aragón y Calderón
Alonso de Vera y Aragón y Calderón o bien Alonso de Vera y Aragón "el Cara de Perro" (Estepa de Sevilla, Andalucía, Corona de España 1553 – gobernación del Río de la Plata y del Paraguay, 1604) era un conquistador, explorador, colonizador y funcionario colonial español. Fue el fundador de la ciudad de Concepción de Buena Esperanza en 1585, en la región del Chaco Austral, y nombraría como alcalde a Hernandarias de Saavedra, convirtiéndose él mismo en el citado año en el primer teniente de gobernador de Concepción del Bermejo.

## Biografía hasta la conquista del Chaco Austral

### Origen familiar y primeros años
Alonso de Vera y Aragón y Calderón había nacido en el año 1553 en la villa de Estepa del Reino de Sevilla que era uno de los cuatro de Andalucía que formaban parte de la Corona de España.
Por su mal gesto era llamado con el mote de "el Cara de Perro". Era hijo de Rodrigo de Vera y Aragón (n. Estepa, ca. 1523) y de Catalina Calderón (n. ca. 1533).

### Viaje a la Sudamérica española
Era sobrino del adelantado Juan Torres de Vera y Aragón con quien estuvo en la gobernación de Chile cuando este ocupaba el cargo de oidor de su Real Audiencia de Concepción, que él mismo había inaugurado el 14 de enero de 1565, en donde permanecieron hasta que se aboliera el 25 de junio de 1575.
Hacia 1577 fue perseguido por el gobernador tucumano Gonzalo de Abreu y Figueroa y por lo que Alonso se avecindó en la ciudad de Santa Fe con su hermano Francisco. En 1580 dicho adelantado lo puso al frente de una comisión por lo que tuvo que pasar a Europa en el San Cristóbal de Buenaventura para regresar en enero de 1583.

### Fundador de Concepción de Buena Esperanza
En febrero de 1583 fue enviado al Gran Chaco para conquistarlo, por lo que tuvo que hacerle frente a los aborígenes guaicurúes.
El 14 de abril de 1585 Alonso de Vera y Aragón "el Cara de Perro" fundó con 155 hombres la nueva ciudad de Concepción de Buena Esperanza en el territorio del Chaco Austral, la cual estaba ubicada al sur del río Bermejo (cerca de la actual localidad de Tres Isletas).

## Teniente de gobernador de Concepción del Bermejo y deceso

### Primer teniente de gobernador y contador del Río de la Plata
Una vez fundada y erigida la nueva ciudad de Concepción de Buena Esperanza, se procedió a elegir a los capitulares del cabildo de la misma y se nombró con el cargo de primer teniente de gobernador de Concepción del Bermejo, justicia mayor y capitán a guerra de la misma, la cual incluía las encomiendas y todo su territorio circundante y formaría parte de la gobernación del Río de la Plata y del Paraguay que era una entidad política autónoma dentro del Virreinato del Perú.
El cargo de teniente de gobernador lo ostentó desde el 14 de abril de 1584 hasta el año 1587. Posteriormente el gobernador Fernando Ortiz de Zárate lo nombró contador de la gobernación en el año 1594.

### Fallecimiento y abandono del territorio chaqueño
Finalmente el hidalgo Alonso de Vera y Aragón y Calderón "el Cara de Perro" fallecería en alguna parte de la gobernación del Río de la Plata y del Paraguay en el año 1604.
Luego de sucederle varios tenientes de gobernador, el nuevo territorio conquistado sería abandonado entre 1631 y 1632, y toda su jurisdicción volvería a estar bajo el dominio de los originarios guaycurúes.
Consecuentemente a dichos acontecimientos, los pobladores de dicha urbe con los aborígenes aliados reducidos en las encomiendas, se establecerían en la ciudad de Corrientes —que había sido fundada el 3 de abril de 1588, por su tío Juan Torres de Vera y Aragón— y en sus alrededores.

## Matrimonio
El general Alonso de Vera y Aragón y Calderón "el Cara de Perro" se había unido en matrimonio con  Isabel de Salazar en sus segundas nupcias ya que esta había enviudado del maestre de campo Hernán Mejía de Mirabal.